# Dignamoconcha dulcissima
Dignamoconcha dulcissima är en snäckart som beskrevs av Tom Iredale 1944. Dignamoconcha dulcissima ingår i släktet Dignamoconcha och familjen Helicarionidae. Inga underarter finns listade i Catalogue of Life.